# Park Rapids
Park Rapids is een plaats (city) in de Amerikaanse staat Minnesota, en valt bestuurlijk gezien onder Hubbard County.

## Demografie
Bij de volkstelling in 2000 werd het aantal inwoners vastgesteld op 3276.
In 2006 is het aantal inwoners door het United States Census Bureau geschat op 3557, een stijging van 281 (8,6%).

## Geografie
Volgens het United States Census Bureau beslaat de plaats een oppervlakte van
15,8 km², waarvan 15,5 km² land en 0,3 km² water. Park Rapids ligt op ongeveer 442 m boven zeeniveau.

## Plaatsen in de nabije omgeving
De onderstaande figuur toont nabijgelegen plaatsen in een straal van 28 km rond Park Rapids.